# Flögufoss
Flögufoss – islandzki wodospad osiągający 61 m wysokości znajdujący się w regionie Austurland, w dolinie Breiðdalur niedaleko wioski Breiðdalsvík. Wodospad przepływa przez mały kamienny łuk z tarasu aż do dna klifu. Mimo że cały klif ma setki tysięcy lat, wodospad zmienił swoją ścieżkę i zaczął płynąć przez kamienny łuk około 20 lat temu.